# Kudo Daido Juku

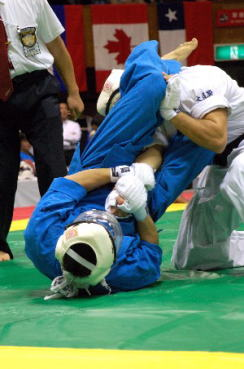
Zawodnik Kudo wykonujący dźwignię na staw łokciowy

Daido Juku Kudo – system walki wręcz wywodzący się z kyokushin karate założony przez Takashiego Azumę w 1981 roku.

## Historia
Takashi Azuma trenował kyokushin. W 1977 roku zajął pierwsze miejsce na 9. Corocznych Ogólnojapońskich zawodach w karate kyokushin. Nie ograniczał się jednak w treningu do karate. Studiował m.in. boks i walkę w parterze.
Azuma chciał, żeby Daido Juku było wewnątrz stylu kyokushin, jednak Masutatsu Ōyama się nie zgodził. Odszedł on od stylu kyokushin, zakładając Daido Juku.

## Opis stylu
Jest to styl „kompletny” czyli można używać praktycznie wszystkich technik nożnych jak i ręcznych, występuje również walka w parterze. Dozwolone są ataki na głowę i krocze. Ataki wykonywane głową i łokciami również są zgodne z przepisami. Zawodnicy walczą w specjalnych kaskach przystosowanych do tego stylu, zapobiegają one obrażeniom zewnętrznym twarzy, jednak nie dają one pełnej ochrony przed wstrząśnieniem mózgu. Eliminuje to nawyk opuszczania gardy. Daido Juku ewoluowało czerpiąc coraz więcej z innych sztuk walki, takich jak boks tajski, brazylijskie jiu-jitsu, sambo i judo. Dlatego sensei Azuma postanowił zaprzestać używania nazwy Daido-Juku Karate i określił tę nową sztukę walki jako Kudo.